# Sci di fondo agli VIII Giochi olimpici invernali
Nello sci di fondo agli VIII Giochi olimpici invernali furono disputate sei gare, quattro maschili e due femminili. Le medaglie assegnate furono ritenute valide anche ai fini dei Campionati mondiali di sci nordico 1960.

## Programma
| Sci di fondo agli VIII Giochi olimpici invernali | Sci di fondo agli VIII Giochi olimpici invernali | Sci di fondo agli VIII Giochi olimpici invernali | Sci di fondo agli VIII Giochi olimpici invernali | Sci di fondo agli VIII Giochi olimpici invernali | Sci di fondo agli VIII Giochi olimpici invernali | Sci di fondo agli VIII Giochi olimpici invernali | Sci di fondo agli VIII Giochi olimpici invernali | Sci di fondo agli VIII Giochi olimpici invernali | Sci di fondo agli VIII Giochi olimpici invernali | Sci di fondo agli VIII Giochi olimpici invernali | Sci di fondo agli VIII Giochi olimpici invernali |
| Eventi / Giorni                                  | Febbraio 1956                                    | Febbraio 1956                                    | Febbraio 1956                                    | Febbraio 1956                                    | Febbraio 1956                                    | Febbraio 1956                                    | Febbraio 1956                                    | Febbraio 1956                                    | Febbraio 1956                                    | Febbraio 1956                                    | Febbraio 1956                                    |
| Eventi / Giorni                                  | 18                                               | 19                                               | 20                                               | 21                                               | 22                                               | 23                                               | 24                                               | 25                                               | 26                                               | 27                                               | 28                                               |
| ------------------------------------------------ | ------------------------------------------------ | ------------------------------------------------ | ------------------------------------------------ | ------------------------------------------------ | ------------------------------------------------ | ------------------------------------------------ | ------------------------------------------------ | ------------------------------------------------ | ------------------------------------------------ | ------------------------------------------------ | ------------------------------------------------ |
| 15 km maschile                                   |                                                  |                                                  |                                                  |                                                  |                                                  | Finale                                           |                                                  |                                                  |                                                  |                                                  |                                                  |
| 30 km maschile                                   |                                                  | Finale                                           |                                                  |                                                  |                                                  |                                                  |                                                  |                                                  |                                                  |                                                  |                                                  |
| 50 km maschile                                   |                                                  |                                                  |                                                  |                                                  |                                                  |                                                  |                                                  |                                                  |                                                  | Finale                                           |                                                  |
| Staffetta maschile                               |                                                  |                                                  |                                                  |                                                  |                                                  |                                                  |                                                  | Finale                                           |                                                  |                                                  |                                                  |
| 10 km femminile                                  |                                                  |                                                  | Finale                                           |                                                  |                                                  |                                                  |                                                  |                                                  |                                                  |                                                  |                                                  |
| Staffetta femminile                              |                                                  |                                                  |                                                  |                                                  |                                                  |                                                  |                                                  |                                                  | Finale                                           |                                                  |                                                  |

## Podi
| Evento                       | Oro                                                                    | Perform.  | Argento                                                                | Perform.  | Bronzo                                                                               | Perform.  |
| Gare maschili                |                                                                        |           |                                                                        |           |                                                                                      |           |
| 15 km (dettagli)             | Håkon Brusveen                                                         | 51'55"5   | Sixten Jernberg                                                        | 51'58"6   | Veikko Hakulinen                                                                     | 52'03"0   |
| 30 km (dettagli)             | Sixten Jernberg                                                        | 1:51'03"9 | Rolf Rämgård                                                           | 1:51'16"9 | Nikolaj Anikin                                                                       | 1:52'28"2 |
| 50 km (dettagli)             | Kalevi Hämäläinen                                                      | 2:59'06"3 | Veikko Hakulinen                                                       | 2:59'26"7 | Rolf Rämgård                                                                         | 3:02'46"7 |
| Staffetta 4x10 km (dettagli) | Finlandia Toimi Alatalo Eero Mäntyranta Väinö Huhtala Veikko Hakulinen | 2:18'45"6 | Norvegia Harald Grønningen Hallgeir Brenden Einar Østby Håkon Brusveen | 2:18'46"4 | Unione Sovietica Anatoly Shelyukhin Gennady Vaganov Aleksey Kuznetsov Nikolaj Anikin | 2:21'21"6 |
| Gare femminili               |                                                                        |           |                                                                        |           |                                                                                      |           |
| 10 km (dettagli)             | Mariya Gusakova                                                        | 39'46"6   | Ljubov' Kozyreva                                                       | 40'04"2   | Rad'ja Erošina                                                                       | 40'06"0   |
| Staffetta 3x5 km (dettagli)  | Svezia Irma Johansson Britt Strandberg Sonja Edström                   | 1:04'21"4 | Unione Sovietica Rad'ja Erošina Mariya Gusakova Ljubov' Kozyreva       | 1:05'02"6 | Finlandia Siiri Rantanen Eeva Ruoppa Toini Pöysti                                    | 1:06'27"5 |

## Medagliere
| Posizione | Paese            |   |   |   | Totale |
| --------- | ---------------- | - | - | - | ------ |
| 1         | Svezia           | 2 | 2 | 1 | 5      |
| 2         | Finlandia        | 2 | 1 | 2 | 5      |
| 3         | Unione Sovietica | 1 | 2 | 3 | 6      |
| 4         | Norvegia         | 1 | 1 | 0 | 2      |
| Totale    | Totale           | 6 | 6 | 6 | 18     |